# Zbigniew Jara
Zbigniew Juliusz Jara (ur. 2 stycznia 1919 w Milczy, zm. 11 października 2008 w Zagórzu) – polski lekarz weterynarii, profesor, filozof biologii, ichtiopatolog, poeta.

## Życiorys
Zbigniew Jara urodził się 2 stycznia 1919 w Milczy. Jego rodzice, Wilhelmina, z domu Jankiewicz (1890-1962) i Władysław (1886-1947), byli nauczycielami w szkole powszechnej. Był bratem Wiesława (ur. 1917, żonaty z Heleną z domu Hrycaj, która była siostrą Marii, żony Zygmunta Żyłki-Żebrackiego.
Zbigniew Jara wychowywał się w Milczy, gdzie zainteresował się światem przyrody. W 1936 zdał egzamin dojrzałości w Państwowym Gimnazjum im. Królowej Zofii w Sanoku (w jego klasie byli m.in. Jerzy Albert, Marian Killar, Stanisław Koń). W latach 1939–1939 studiował weterynarię na Akademii Medycyny Weterynaryjnej we Lwowie (w 1938 był asystentem-wolontariuszem prof. Wacława Moraczewskiego), zaś działalność uczelni, a tym samym jego edukację, przerwał wybuch II wojny światowej we wrześniu 1939 i decyzja Niemców o zamknięciu uniwersytetu. W związku z tym powrócił do Sanoka, gdzie został członkiem konspiracyjnych organizacji podziemnych: Służby Zwycięstwu Polski, a następnie Związku Walki Zbrojnej i Armii Krajowej, w ramach której w komórce wywiadowczej prowadził nasłuch polskojęzycznych radiostacji z zachodniej Europy i prowadził punkt kontaktowy sieci wywiadu AK (w Sanoku i Krośnie, gdzie jednocześnie pracował zawodowo w Składnicy Kółek Rolniczych). Uczestniczył również w tajnym nauczaniu.
W marcu 1942 przedostał się z powrotem do Lwowa, gdzie w tym czasie została reaktywowana działalność szkoły weterynaryjnej pod niemiecką nazwą Staatliche Tierärztliche Fachkurse (Państwowe Kursy Zawodowe z Weterynarii), dzięki czemu Zbigniew Jara ukończył studia w czasie wojny (jednocześnie pracował jako asystent naukowy). Funkcjonował także w charakterze laboranta na Podziemnym Uniwersytecie Jana Kazimierza. W cel ukończenia kursu tymczasowo był zatrudniony w Miejskiej Rzeźni w Krakowie, po czym uzyskał dyplom lekarza weterynarii i pracował we Lwowie do stycznia 1945. Podczas pobytu w Krakowie, w sierpniu 1944 został aresztowany w ulicznej łapance i przez 24 dni był przetrzymywany jako zakładnik w niemieckim obozie pracy przymusowej Plaszow, gdzie w razie wybuchu miejskiego powstania miał zostać rozstrzelany. Wkrótce, po uzyskaniu dyplomu we Lwowie, w lutym 1945 po raz kolejny przybył do Krakowa i przez trzy miesiące był sekretarzem w Studium Weterynaryjnym przy Wydziale Rolniczym Uniwersytetu Jagiellońskiego.
Tuż po zakończeniu wojny, 24 czerwca 1945 trafił na Ziemie Zachodnie do zniszczonego Wrocławia z pionierską Grupą Kulturalno-Oświatową (pod kierunkiem Stanisława Kulczyńskiego), mającą za zadanie tworzyć pod względem naukowo-dydaktycznym powstający Uniwersytet Wrocławski, zaś równocześnie pracował także fizycznie przy odbudowie budowlanej. Od końca 1945 był asystentem na Wydziale Medycyny Weterynaryjnej Uniwersytetu i Politechniki Wrocławskiej, a później do 1952 starszym asystentem w Zakładzie Limnologii i Rybactwa. Jednocześnie w latach 1948-1952 na Wydziale Nauk Biologicznych tejże uczelni studiował i ukończył biologię w specjalizacji filozofia. W 1952 był asystentem profesora w dziedzinie epizootiologii. W 1952 doktoryzował się (temat pracy: „Układ krzepnięcia krwi karpia (Cyprinus carpio L.)”), a w 1961 uzyskał habilitację (temat dysertacji: „Studia nad mechanizmami Trombogenezy w krwi karpia (Cyprinus carpio L.)”). Obie prace są uważane za fundamentalne w badaniach hematologii ryb słodkowodnych, a jego rozprawa habilitacyjna został określona mianem „wydarzenia budzącego duże nadzieje”. Od 1972 pracował jako profesor nadzwyczajny.
Od 1964 do 1966 prodziekan Wydziału Medycyny Weterynaryjnej Wyższej Szkoły Rolniczej we Wrocławiu (potem Akademia Rolnicza, a obecnie Uniwersytet Przyrodniczy). Od 1976 kierownik Zakładu Ichtiopatologii w Katedrze Epizootiologii WSR we Wrocławiu (pierwsza tego typu jednostka badawcza w Polsce), w latach 1976–1989 kierownik Zakładu Fizjologii Zwierząt w Instytucie Zoologicznym na Wydziale Nauk Biologicznych Uniwersytetu Wrocławskiego. Pełnił funkcję przewodniczącego Wydziału VIII Nauk Biologicznych Polskiej Akademii Nauk. Pionier Wrocławia.
Specjalizował się w ichtiopatologii (patologii zwierząt w dziale ichtiologii), fizjologii zwierząt, wykładał neuroanatomię i neuropsychologię, prowadził wykłady z neuroanatomii i neuropsychologii, zajmował się także parazytologią. Łącznie napisał 180 publikacji naukowych (w tym 51 książek akademickich i 51 artykułów w czasopismach). Współtworzył podręczniki akademickie i monografie w dziedzinie fizjologii i patologii zwierząt, symetrii i układów biologicznych. Dokończył nowatorską publikację naukową pt. Ichtiopatologia, której pierwotnym autorem był zmarły przedwcześnie Andrzej Chodyniecki. Pod kierunkiem Zbigniewa Jary powstało 30 magisteriów i 7 doktoratów.
Przez 17 lat był redaktorem „Wiadomości Parazytologicznych”, a ponadto przewodniczącym Rady Redakcyjnej „Zoologia Poloniae” i w Radzie Redakcynej „Acta Parasitologica Polonica”, przewodniczącym Wydziału VIII Nauk Biologicznych PAN. W latach 1956–1965 sekretarz Zarządu Głównego Polskiego Towarzystwa Zoologicznego. Członek Rady Naukowej Wrocławskiego Ogrodu Zoologicznego (1957–1968), w latach 1962–1966 i 1974–1977 szef Polskiego Towarzystwa Parazytologicznego, Oddział Wrocław, od 1945 działał w Polskim Towarzystwie Przyrodników im. Kopernika, od 1959 funkcjonował jako ekspert ds. rybactwa przy FAO, od 1967 członek Wrocławskiego Towarzystwa Naukowego, w 1968 członek organizacji Wildlife Disease Association. Wiedzę przyrodniczą popularyzował w audycjach radiowych. Ponadto działał w Kole Towarzystwa Przyjaciół Sanoka we Wrocławiu. Wielokrotnie nagradzany i odznaczany. Był członkiem Światowego Związku Żołnierzy Armii Krajowej.
Poza sferą zawodowo-naukową był również pisarzem. Tworzył poezję (wiersze pisał od 1940), opowiadania i reportaże w prasie. Napisał m.in. wiersz pt. Niepokonana, zadedykowany himalaistce Wandzie Rutkiewicz po jej śmierci, który został opublikowany w miesięczniku „Góry i Alpinizm”. Był autorem wspomnień z lat studiów we Lwowie, z czasu kampanii wrześniowej 1939 (fragmenty zostały opublikowane na łamach „Rocznika Sanockiego” z 2011) i lat II wojny światowej, wydanych pośmiertnie pt. Przyczynek do historii 1939–1945. Pasjonował się muzyką – od dzieciństwa grał na skrzypcach. Wystąpił także w programie tworzonym przez Kabaret Elita.
Zamieszkiwał przy ulicy Stefczyka 28 we Wrocławiu. Pod koniec życia jako emerytowany profesor nadzwyczajny powrócił w rodzinne strony (w tym czasie wygłaszał m.in. prelekcje). Zmarł w Domu Brata Alberta w Zagórzu 11 października 2008. 18 października 2008 został pochowany na Cmentarzu Centralnym w Sanoku. Jego synem jest Adam Jara.

## Publikacje

### Prace naukowe

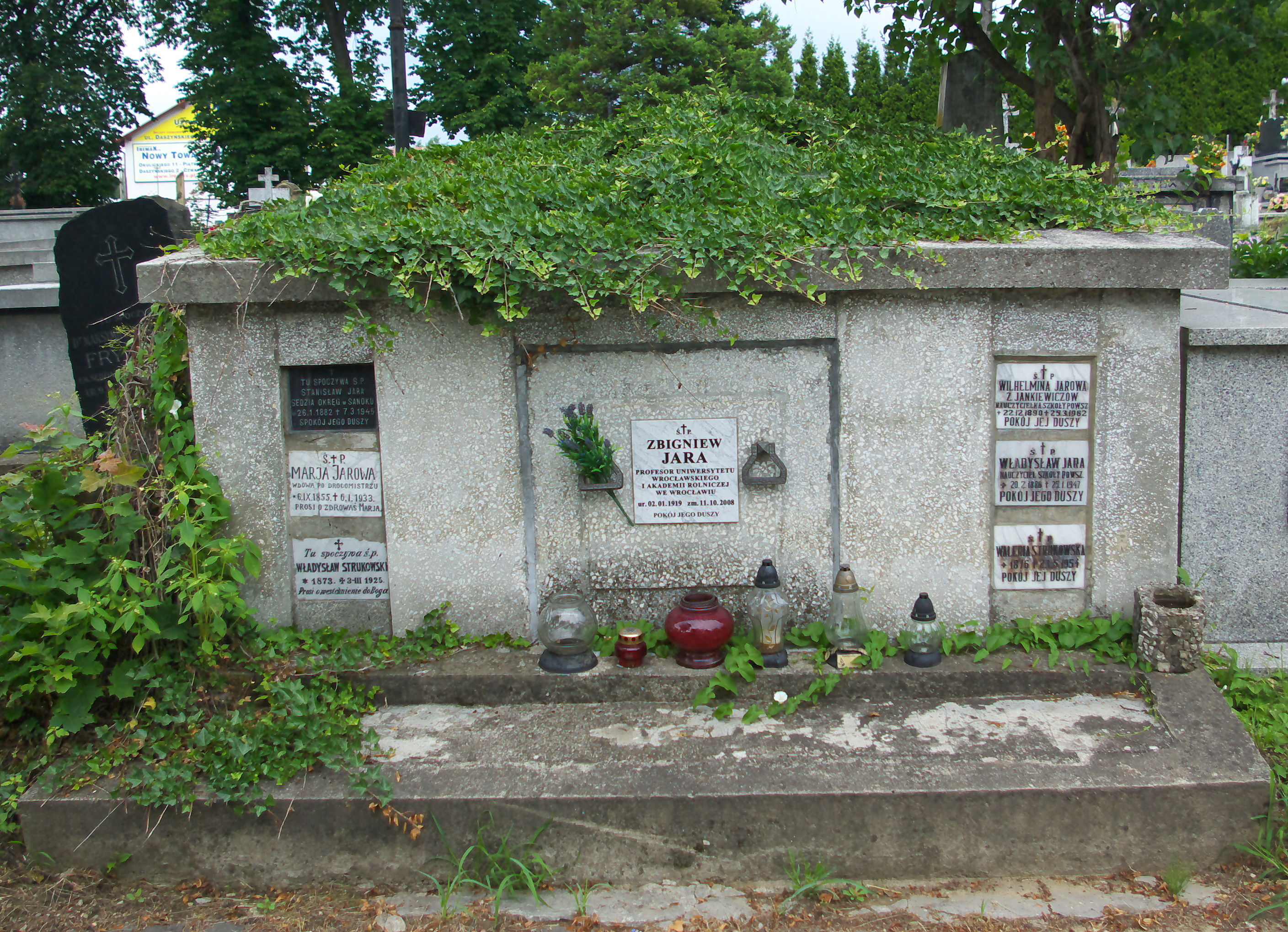
Grobowiec rodzinny rodziny Jarów w Sanoku

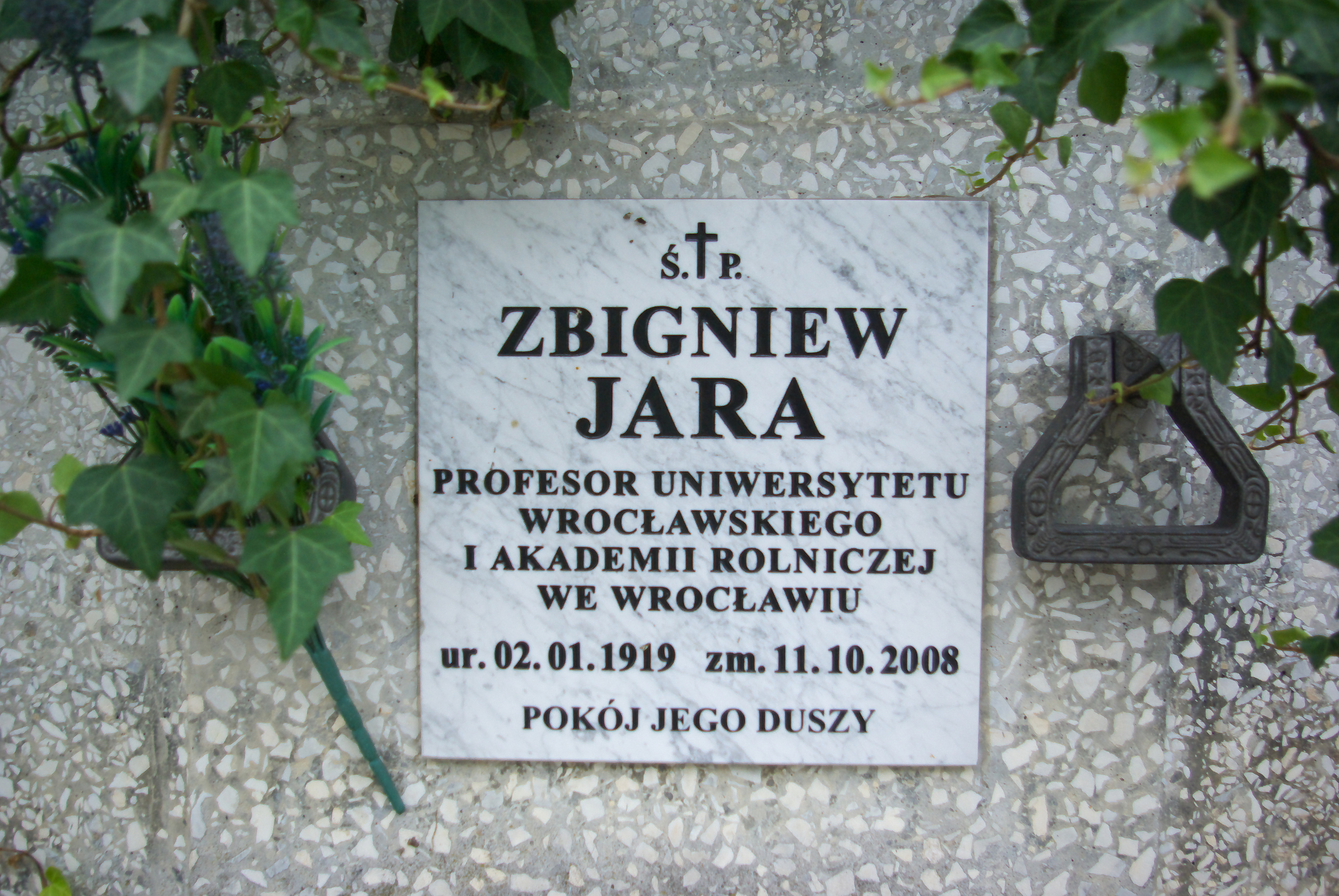
Tabliczka nagrobna Zbigniewa Jary

- Invaginatio intestini u sumika amer. (1951)
- Rozwój ikry sandacza (1953, współautor: R. Szmoniewski)
- Pectinatella magnificica Leidy w Odrze (1955)
- Człowiek zarybia wody (1955)
- Przewodnik do ćwiczeń z fizjologii zwierząt (1991)
- Symetria w ewolucji świata zwierzęcego (1991)
- Dwuboczna symetria strunowców (Chordata) (1992)
- Symetria funkcji organizmu zwierzęcego (1992)
- Symetria w ewolucji świata zwierzęcego (1991)
- Ichtiopatologia, pierwotnie Andrzej Chodyniecki (1999)[2][1]

### Twórczość literacka
Opowiadania
- Wrzesień 39 (2001)
- Listy do matki (2005)

Tomiki poezji
- W świetle nocy – w świetle dnia (2003)
- W pokoju przechodnim (2004)
- Myśli niedokończone (2005)
- Widnokrąg (2006)
- Czas i słowo (2007)

Wspomnienia
- Przyczynek do historii 1939–1945 (2009)

## Odznaczenia i wyróżnienia
- Odznaka Budowniczego Wrocławia[2][1].
- Medal „Zasłużony dla Wrocławia”[11][2][1][9].
- Medal „Zasłużony dla Wydziału Medycyny Weterynaryjnej AR we Wrocławiu”[11][2][1].
- Złoty Medal Uniwersytetu Wrocławskiego (12 czerwca 1996)[11][2][1][9].
- Medal im. Konstantego Janickiego za zasługi dla parazytologii (2001)[24][11][2][1].
- Srebrny Medal jubileuszowym 50-lecia Polskiego Towarzystwa Parazytologicznego[11][2][1].
- Medal Wydziału Medycyny Weterynaryjnej[9].
- Medal Komisji Edukacji Narodowej[11][2][1][9].
- Krzyż Armii Krajowej[11].
- Medal 10-lecia Polski Ludowej (1955)[25].
- Medal Rodła za umacnianie polskości na Dolnym Śląsku[11][2][1][9].
- Członek honorowy Wrocławskiego Towarzystwa Naukowego[2][1][9].
- Członek honorowy Polskiego Towarzystwa Przyrodniczego im. Kopernika[9].
- Członek honorowy Towarzystwa Przyjaciół Sanoka we Wrocławiu (2000)[26][9].
- Poeta Janusz Szuber zadedykował profesorowi Zbigniewowi Jarze wiersz pt. Odmiennego zdania, opublikowany w tomiku poezji pt. Wpis do ksiąg wieczystych z 2009[27].